# Het Choco-complot
Het Choco-complot is het 170ste stripverhaal van Jommeke. De reeks wordt getekend door striptekenaar Jef Nys. Scenarist is Jan Ruysbergh.

## Verhaal
Choco, het aapje, zet het huis op stelten. Uiteindelijk sturen ze Choco naar Jommeke thuis. In het dorp wordt een choco-eet-wedstrijd georganiseerd. Choco doet mee, en wint de wedstrijd. Op een dag vraagt de directeur van een chocobedrijf of Choco reclame wil maken voor zijn product. Choco wordt over de ganse wereld beroemd. Een verwend jongetje wil Choco als huisdier. Ze willen Choco kopen, maar daar is geen sprake van. Na enige tijd ontvoeren ze Choco. Jommeke en zijn vrienden gaan meteen in actie en vertrekken richting Florida op zoek naar Choco. Na enig speurwerk komen ze te weten waar Choco is. Ze worden echter zelf opgesloten. Wanneer het jongetje met een vliegtuig neerstort, gaan Jommeke en zijn vrienden het jongetje redden uit het wrak. Als beloning krijgen ze Choco terug, en daarbovenop nog een gouden chocopot cadeau.
Tot slot keren de vrienden huiswaarts. Wat Choco betreft, hij wordt weer het tof aapje van Annemieke en Rozemieke.